# Oligotoma termitophila
Oligotoma termitophila is een insectensoort uit de familie Oligotomidae, die tot de orde webspinners (Embioptera) behoort. De soort komt voor in Soedan.
Oligotoma termitophila is voor het eerst wetenschappelijk beschreven door Wasmann in 1904.